# Theaterforschung
Theaterforschung gehört zur Theaterwissenschaft, die sich an Universitäten traditionell in Lehre und Forschung teilt. Während die zu Beginn des 20. Jahrhunderts aus der Literaturwissenschaft hervorgegangene Theaterwissenschaft philologische und historische Forschung betrieb, haben sich im Lauf des Jahrhunderts weitere Forschungsfelder eröffnet wie beispielsweise  Architekturgeschichte, Archäologie, Ethnologie des Theaters, und in Zusammenarbeit mit den Sozialwissenschaften auch psychologische oder wirtschaftswissenschaftliche Fragestellungen.
In neuerer Zeit zeigen sich Bestrebungen zu einer praxisorientierten Forschung, die im anglo-amerikanischen Kulturraum unter dem Motto Practice as Research in Performance ihren Anfang nahm. Wegbereitend war unter anderem das Forschungsprogramm der Universität Bristol. Theaterhochschulen haben neuerdings auch im deutschsprachigen Raum die Verpflichtung zu Forschung und die Möglichkeit, Gelder für diesen Zweck zu beantragen.